# タルクィニウス・プリスクス
ルキウス・タルクィニウス・プリスクス（羅：Lucius Tarqinius Priscus, 在位：紀元前616年 - 紀元前579年）は、王政ローマの第5代の王。

## 生涯

### 即位以前
ティトゥス・リウィウスによれば、プリスクスはエトルリア人の都市タルクィニアの出自で、名前を「ルクモ」と呼ばれていたとされる。現在では「ルクモ」という名がエトルリアでの政治的な地位のある人物を指す言葉だという事が分かっている。また父ダマラトゥスはコリント出身のギリシア人であった。純血のエトルリア人でない彼は、その出自のため本国のタルクィニアでは政治的な地位に就く事は適わず、ローマへと移住したという。この時、一羽の鷲が戦車を駆る彼の帽子を持ち去り、再び戻って帽子を返した。それを見て占いに詳しい者は、これは吉兆の表れと言って喜んだという。
ローマではプリスクスは一躍知られた存在となる。先王アンクス・マルキウスは彼の素質を見抜いて自分の養子とし、息子の護衛とした。先王の死後になって彼は民会で自分が王に適切であると主張、実子に代わりローマの王となる。

### 王として
王になってすぐにローマはサビニ人の攻撃を受け、プリスクスの資質が試される事になる。一時はローマの市内での戦闘になり、彼はこれを辛くも撃退する。そして今度はエトルリア人都市へ出征、出征は成功を収め、多くのエトルリア人都市を攻略し、彼は数多くの略奪品をローマにもたらした。彼の治世にケントゥリアを2倍とし、下層の出自の者から100名を選び元老院に加えた。その多くがオクタウィウス氏族の者であった。
また内政に関してもプリスクスは多くの事を成し遂げる。そのひとつにはローマの湿地の干拓事業が挙げられ、これはのちのフォルム・ロマヌム（フォロ・ロマーノ）やチルコ・マッシモの原型となる。当時ローマ人が民族別に住み分けて暮らしていた7つの丘（ローマの七丘）は、それぞれが湿地帯によって隔てられていた。プリスクスはまず、七丘のひとつであるパラティーノの丘の北部に下水溝を通し、湿地の水をテヴェレ川に排水し干拓するという公共事業を打ち立てる。この事業によって建設されたのが下水道クロアカ・マキシマであった。建設には、プリスクスの出自であるエトルリアの建築者が従事したという。干拓された土地は民族ごとに暮らす丘の間にあって中立的な地点となり、次第に会合や会談のための場所、もしくは公共施設の造成地として用いられるようになった。のちにこの場所にはフォルム・ロマヌムとして後世まで残ることとなる。同様に、七丘のうちパラティーノの丘とアヴェンティーノの丘も干拓され、現在ではチルコ・マッシモと呼ばれる戦車競技場の原形を作った。
他にもプリスクスは、ラテン人、サビニ人から得た略奪品を使ってローマの主神ユピテル神を祀る神殿を築いた。そしてこのローマの神々のための勝利を祝うために凱旋式という儀式を創り上げたのも彼であった。この凱旋式はエトルリア人の儀礼から取られ、後にローマには重要な祭典のひとつになっていく。
しかし、先王アンクス・マルキウスの実子によって、プリスクスは38年の治世の後に斧で殺された。王妃のタナクィルの機転で次代の王にプリスクスの実子は選ばれず、義理の息子であったセルウィウス・トゥッリウスが擁立された。